# Kaduqli
Kaduqli   (în arabă كادقلى) este un oraș  în  Sudan. Este reședinta  statului Kordofan de Sud.